# Кизильник

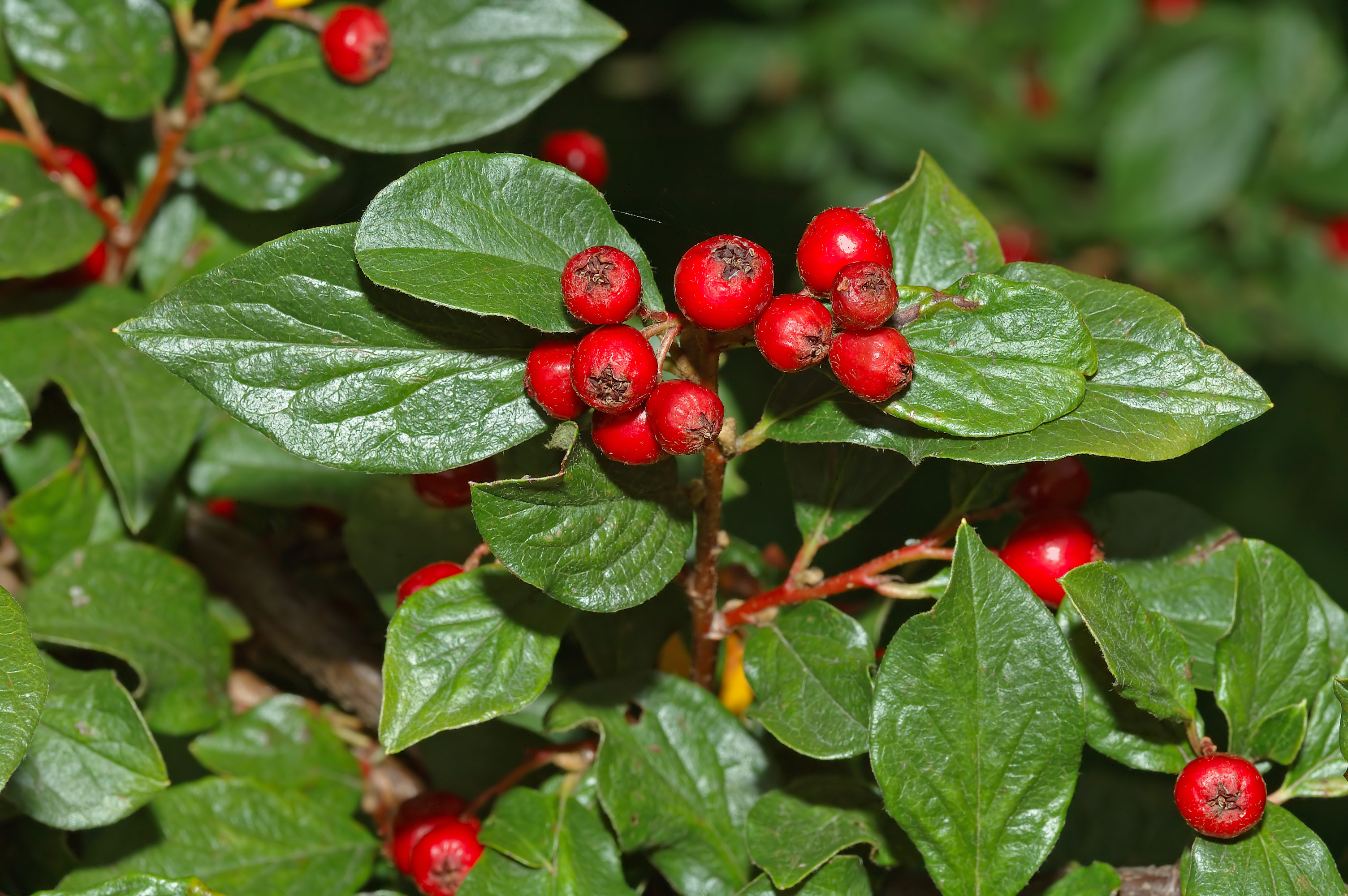
Cotoneaster acuminatus

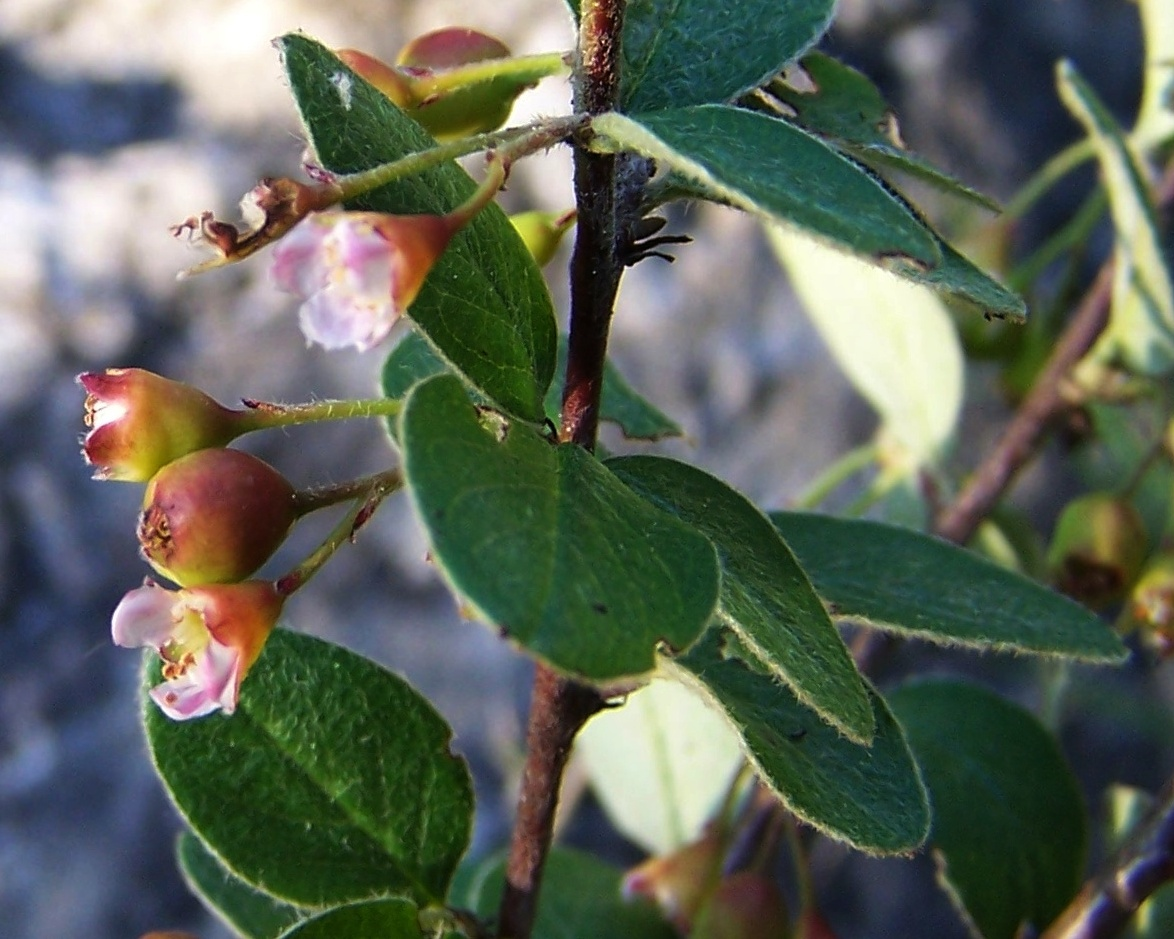
Кизильник чорноплідний

Ірга, кизильник (Cotoneaster) — рід чагарників або невеликих дерев родини Rosaceae.

## Ботанічний опис
Кизильники — листопадні або вічнозелені чагарники. Листки невеликі, прості, чергові, цілокраї, яйцеподібні, влітку темно-зелені, восени — червоніють (найчастіше блискучі).
Квітки білі або рожеві, дрібні, в щитках, китицях або поодинокі.
Плоди — маленькі, червоні або чорні яблука з 2-5 кісточками (плоди деяких видів їстівні).

## Поширення
Представники роду у дикому вигляді зустрічаються у Євразії та у Північній Америці.

## Види
Рід налічує близько 200 видів. За даними спільного інтернет-проекту Королівських ботанічних садів у К'ю і Міссурійського ботанічного саду «The Plant List» рід налічує 278 визнаних видів (докладніше див. Список видів роду кизильник).
Ті види, що позначені зірочкою (*), поширені в Україні.
- Cotoneaster acutifolius Turcz.
- Cotoneaster adpressus Boiss.
- Cotoneaster apiculatus Rehd. et Wilson
- Cotoneaster bullatus Boiss.
- Cotoneaster cambricus J.Fryer & B.Hylmö
- Cotoneaster dammeri C.K.Schneid.
- Cotoneaster delphinensis Chatenier
- Cotoneaster divaricatus Rehd. et Wilson
- Cotoneaster franchetii Boiss.
- Cotoneaster horizontalis Dcne.
- Cotoneaster hupehensis Rehd. et Wilson
- Cotoneaster integerrimus Medik.типовий — Кизильник цілокраїй*
- Cotoneaster juranus Gandoger
- Cotoneaster lacteus W.W.Sm.
- Cotoneaster lucidus Schldl.
- Cotoneaster melanocarpus Fr. — Кизильник чорноплідний*
- Cotoneaster microphyllus Wall. ex Lindl.
- Cotoneaster multiflora Bunge
- Cotoneaster nebrodensis Koch
- Cotoneaster niger (Thunb.) Fr.
- Cotoneaster pannosus Franch.
- Cotoneaster salicifolius Franch.
- Cotoneaster simonsii Baker
- Cotoneaster tauricus Pojark. — Кизильник кримський*
- Cotoneaster tomentosus  Lindl.

## Використання
Кизильники дуже популярні декоративні рослини, їх вирощують завдяки привабливому вигляду та декоративності плодів. Деякі з видів використовують для закріплення піщаних схилів, а також як живоплоти. У колекціях ботанічних садів кизильники відомі з 1864 року.